# Kanó Takasi
Kanó Takasi (Tokió, 1920. október 31. – 2000. június 4.) japán válogatott labdarúgó.

## Nemzeti válogatott
A japán válogatottban 7 mérkőzést játszott, melyeken 2 gólt szerzett.

## Statisztika
| Japán válogatott | Japán válogatott | Japán válogatott |
| Időszak          | Mérk.            | gól              |
| ---------------- | ---------------- | ---------------- |
| 1951             | 3                | 0                |
| 1952             | 0                | 0                |
| 1953             | 0                | 0                |
| 1954             | 4                | 2                |
| Összesen         | 7                | 2                |